# Гейдель, Поль
Поль Гейдель (1894—1987) — американский преступник, который зарегистрирован в Книге рекордов Гиннесса как отсидевший самый большой в истории правосудия срок лишения свободы. Будучи осуждённым за убийство второй степени в 1911 году, он скончался в 1987 году, отсидев в общей сложности 68 лет и 245 дней.

## Биография
Поль Гейдель родился 21 апреля 1894 года в городе Хартфорд штата Коннектикут. Его отец умер, когда Полю было 5 лет, и он провёл большую часть детства и юности в приюте. К 14 годам окончил школу и стал работать в различных отелях Нью-Йорка и Хартфорда.
26 июля 1911 года Гейдель, работавший в то время коридорным в отеле на 44-й Вест-стрит в Нью-Йорке, решил ограбить остановившегося там богатого брокера Уильяма Джексона. Он пробрался в комнату жертвы и задушил Джексона тряпкой с хлороформом. Добычей убийцы стали несколько долларов. Уже 28 июля 1911 года Гейдель был арестован полицией.
5 сентября 1911 года Гейдель предстал перед судом, который признал его виновным в совершении убийства второй степени и приговорил к 20 годам лишения свободы. Наказание осуждённый отбывал в тюрьме Синг-Синг. За хорошее поведение срок ему был сокращён на 4 года, но в 1926 году врачи выявили, что Гейдель был невменяем, и отправили его на принудительное лечение в больницу Даннемора. Лечение продлилось до 1972 года, после чего Гейдель был помещён в нью-йоркскую тюрьму Фишкилл, в блок для пожилых заключённых. В августе 1974 года ему было предоставлено условно-досрочное освобождение, но 80-летний Гейдель не захотел выходить из тюрьмы и отказался от него. Последние годы перед освобождением он достаточно свободно находился в тюрьме — ездил с тюремными служащими на бейсбольные матчи и пикники.
7 мая 1980 года Гейдель был освобождён из тюрьмы. Последние годы жизни он провёл в доме престарелых нью-йоркского округа Датчесс. Умер в мае 1987 года. Внесён в Книгу рекордов Гиннесса как человек, отбывший самый длительный срок лишения свободы — в общей сложности 68 лет и 245 дней.

## Публикации в средствах массовой информации
- New York Times, 26 сентября 1926 года, «Slayer Near Freedom Found to be Insane».
- New York Times, 16 января 1974 года «Freedom Is Sought for a Murderer in Prison 62 Years».
- New York Times, 22 июня 1975 года, «Follow Up on the News».
- New York Times, 9 мая 1980 года, «Convict is Released After 68 Years».